# Мугань (футбольный клуб)
«Мугань» (азерб. Muğan Peşəkar Futbol Klubu) — бывший азербайджанский футбольный клуб. С 2008 по 2012 годы выступал в премьер-лиге чемпионата Азербайджана. Официальное название — ПФК «Мугань Сальяны». Был основан в 2007 году. Базировался в городе Сальяны. В октябре 2008 года клуб прошёл перерегистрацию в Министерстве юстиции Азербайджана и изменил своё прошлое название «НБС» на «Мугань».

## Из истории клуба
Заняв в сезоне 2006/07 третье место в Первом Дивизионе Азербайджана, команда, тем не менее, получила право выступать со следующего года в Премьер Лиге, так как серебряный призёр «Масаллы» из одноимённого города, не воспользовался этим правом из-за финансовых проблем.